# 鲁恩吉高塔姆普拉
鲁恩吉高塔姆普拉（Runji Gautampura），是印度中央邦Indore县的一个城镇。总人口13221（2001年）。

## 人口
该地2001年总人口13221人，其中男性6741人，女性6480人；0—6岁人口2100人，其中男1126人，女974人；识字率58.04%，其中男性为69.22%，女性为46.42%。